# كاري الدجاج
اشتهرت هذه الوصفة في معظم البلدان الآسوية خاصةً في الهند وباكستان. تحضّر عادةً من الدجاج، البصل، الزيت، الزبيب، البرتقال، الليمون الحامض، الكاري، القرفة، الفلفل والملح. يمكن تقديمها مع الأرز.
تحتوي وجبة كاري الدجاج (400غ تقريباً) على المعلومات الغذائية التالية:
- السعرات الحرارية: 536
- الدهون: 13
- الدهون المشبعة: 2
- الكوليسترول: 145
- الكاربوهيدرات: 45
- البروتينات: 60